# W Velorum
W Velorum è una stella gigante rossa variabile Mira Ceti di tipo M, di magnitudine 10,7 situata nella costellazione delle Vele. Dista 916 anni luce dal sistema solare.

## Osservazione
Si tratta di una stella situata nell'emisfero celeste australe. La sua posizione è fortemente australe e ciò comporta che la stella sia osservabile prevalentemente dall'emisfero sud, dove si presenta circumpolare anche da gran parte delle regioni temperate; dall'emisfero nord la sua visibilità è invece limitata alle regioni temperate inferiori e alla fascia tropicale. Essendo di pari a 10,7, non è osservabile né occhio nudo né con un binocolo; per poterla scorgere occorre almeno un piccolo telescopio amatoriale.
Il periodo migliore per la sua osservazione nel cielo serale ricade nei mesi compresi fra febbraio e giugno; nell'emisfero sud è visibile anche per buona parte dell'inverno, grazie alla declinazione australe della stella, mentre nell'emisfero nord può essere osservata limitatamente durante i mesi primaverili boreali.

## Caratteristiche fisiche
La stella è una gigante rossa; possiede una magnitudine assoluta di 3,46 e la sua velocità radiale positiva indica che la stella si sta allontanando dal sistema solare.
La stella varia tra la magnitudine visiva +8,2 e 14,4 con un periodo di 394,72 giorni.
Ha un indice di colore B-V  uguale a 0,991±0,192 .